# 月の沙漠

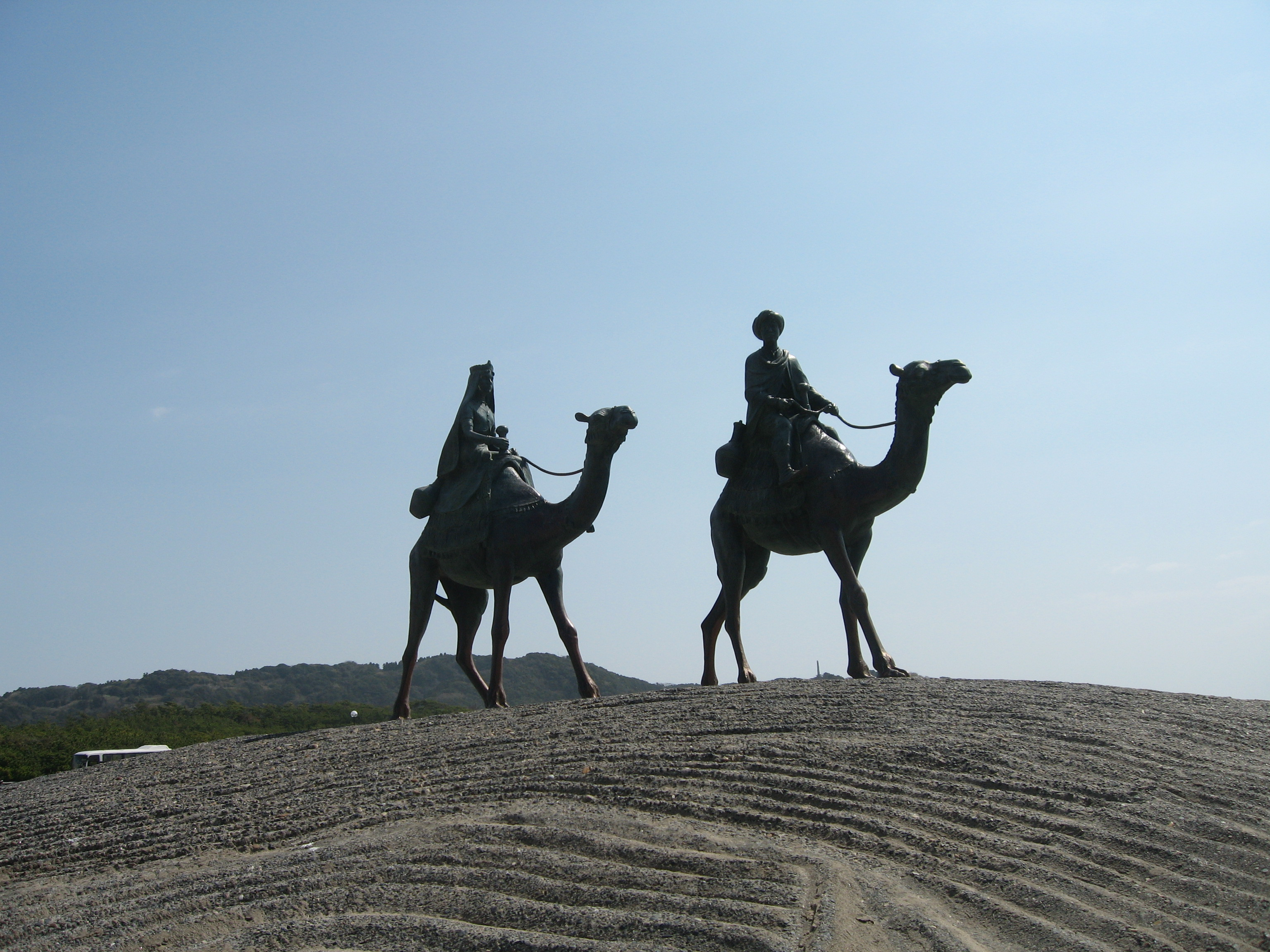
千葉県夷隅郡御宿町の御宿海岸に立つ月の沙漠記念像。

月の沙漠（つきのさばく）は、日本の画家、詩人である加藤まさをの作品の1つ。作曲家の佐々木すぐるによって曲を付けられ、童謡として有名になった。「朧（おぼろ）にけぶる月の夜」の「沙漠」を、「駱駝」（らくだ）に乗った「王子様」と「お姫様」が旅していく情景を描写した作品である。

## 概要
大正から昭和初期に叙情的な挿絵画家として人気を博した加藤まさをが、大日本雄弁会講談社（現講談社）発行の雑誌『少女倶楽部』（しょうじょくらぶ）1923年（大正12年）3月号に発表した、詩と挿画からなる作品である。
これに、当時まだ若手の作曲家であった佐々木すぐるが曲を付けたことで、童謡としての「月の沙漠」が生まれた。童謡の普及活動もしていた佐々木すぐるは、自ら主催する普及のための講習会で同曲を用いた。また佐々木は教育現場での音楽指導用の教本として『青い鳥楽譜』と呼ばれる楽譜集を出版しており、童謡としての「月の沙漠」もその中に収められている。
上記の経緯から、当初は児童の音楽教育の中で使われていたが、1927年にラジオ放送されたことから評判となり、1932年に柳井はるみの歌唱で録音、レコード化され、より一般に知られるようになった。
その後も童謡として長く歌い継がれ、世代を超えて支持される歌の一つとなっている。
2006年（平成18年）に文化庁と日本PTA全国協議会が「日本の歌百選」に選定した。

## 作詩の経緯
加藤は1965年（昭和40年）、朝日新聞記者本多勝一のインタビューに答えて、作詩の経緯について、「動機って、ただ少女倶楽部から『何でもいいから』と注文されただけですよ。ぼくは沙漠どころか、外国へはどこも出たことはないけれど、沙漠にはなんとなくあこがれがありましてね。沙漠の歌でもって気になったんです」と語っている。念頭に置かれていたのはアラビアの情景だったという。ただし、初出時に加藤自身が描いた挿画では、ラクダはアラビアのヒトコブラクダではなく、中央アジアのフタコブラクダになっていた。後年に加藤が描いた絵では、ヒトコブラクダに修正されている。

## 「沙」の字について
この詩は異国を連想させる内容からか、また現在では「沙漠」という表記が一般的ではないことからか、しばしば「砂漠」と誤記されるが、題名、詩文中ともに一貫して「沙」の字が用いられている。この字が用いられる理由として
- 「沙」には「すなはま」の意味がある。
- 学生時代に結核を患った加藤が、保養のために訪れた御宿海岸（千葉県）の風景から発想した。
- 海岸の風景がモチーフになっており、海岸の砂はみずみずしいことから、「砂漠」ではなく「沙漠」としている。

というものが良く知られている。

## モチーフとなった場所
「月の沙漠」のモチーフとなった砂浜については、以下の2説がある。
千葉県夷隅郡御宿町の御宿海岸説
加藤は1923年（大正12年）に関東大震災が起こるまでの数年間、毎年夏、結核の療養のために御宿海岸を訪れていた。
静岡県焼津市（旧大井川町）の吉永海岸説
加藤の出生地である西益津村（現・藤枝市）に近く、加藤が少年時代によく遊んでいたといわれる（藤枝市自体は海に面していない）。加藤まさをの長男で写真家の嶺夫は、「生まれ故郷は静岡県の藤枝市。海にも近く、よく浜辺に行って泳いだそうです。その記憶がヒントになった、と親類に話しており、私もそう信じているんです」と証言している。
このほか鳥取砂丘や、伊豆大島の三原山なども候補に挙げられたことがあるという。
加藤まさを自身は、1969年（昭和44年）に御宿町が御宿海岸に「月の沙漠記念像」を建てたころから（詳細は後述）、御宿海岸がモチーフだと公言するようになり、1976年（昭和51年）5月には自らも御宿町に移住し、翌1977年に同地で死去している。加藤は「月の沙漠は御宿の砂丘」という揮毫も書き残している。一方で加藤嶺夫は、「『月の沙漠』に関しても、特定の場所などを描いたりはしていないといっていいだろう」とし、御宿海岸説は御宿町による観光宣伝だと主張している。嶺夫は、「二十年ほど前のことだったと思うが、まさをの生まれ故郷の静岡県藤枝市に在住の方が、その件について本人に質したところ、「せっかく観光のメダマにしてくれているのに反対するほどのこともないでしょ」と笑いながら答えたという」と記している。童謡研究家の上田信道は、この加藤嶺夫の証言を紹介した上で、「結局のところ、「月の沙漠」のモデルの地については、この唄の聴き手の判断に任せるしかないでしょう」とコメントしている。

## 月の沙漠記念館

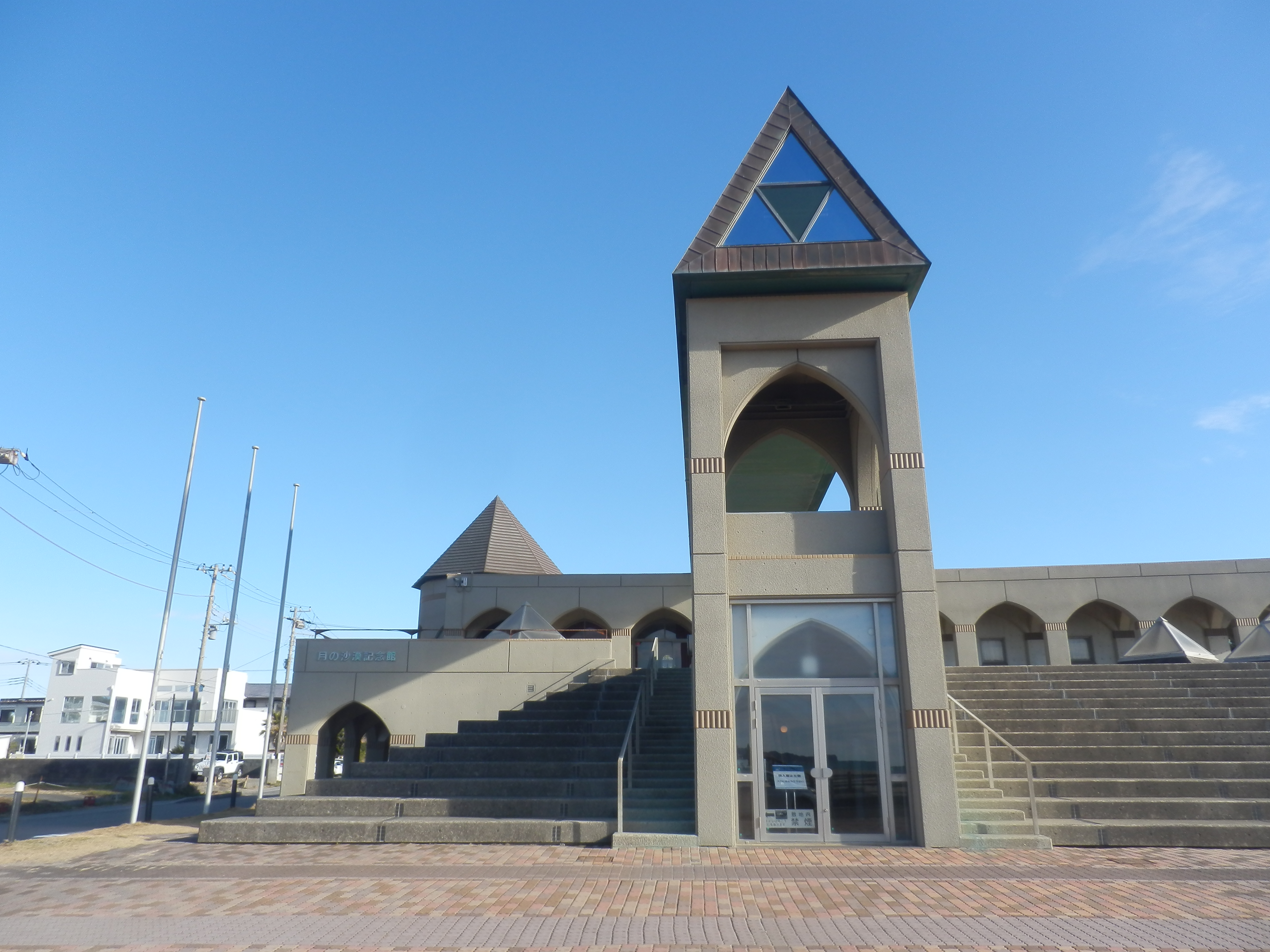
月の沙漠記念館

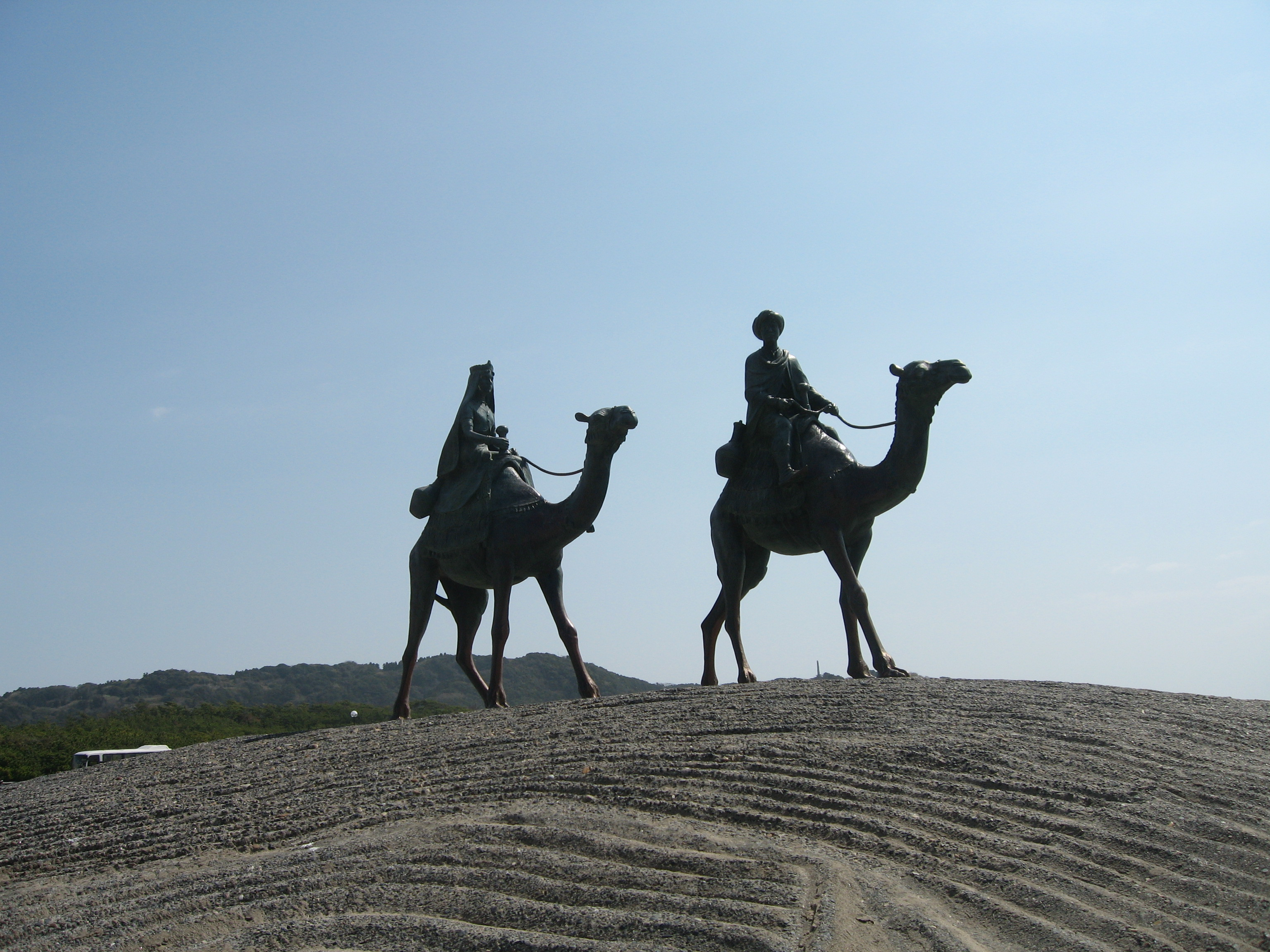
月の沙漠記念館から程近い海岸に建てられている、ラクダに乗った王子と姫をあしらった像 (2007年3月26日撮影)

千葉県夷隅郡御宿町の御宿海岸には、『月の沙漠』に登場する、2頭のラクダに乗った王子と姫をあしらった像が建てられている（北緯35度11分0秒 東経140度21分25.1秒 / 北緯35.18333度 東経140.356972度）。その数メートル脇には、『月の沙漠』の冒頭を刻んだ月形の詩碑が存在する（加藤の直筆による）。
また、記念像から清水川と道路を隔てた場所に「月の沙漠記念館」（1990年7月8日開館）が建てられており、加藤の作品や生前愛用した楽器などが展示されている（北緯35度11分3.5秒 東経140度21分27.8秒 / 北緯35.184306度 東経140.357722度）。同館の建設費2億7500万円のうち1億円はふるさと創生資金から充てられた。
1965年（昭和40年）10月、御宿町商工会長の内山保が、少年時代、療養のため御宿を訪れていた加藤まさをに撮ってもらった写真をたまたま見つけ、加藤に手紙を送ったことから、加藤と内山との間で文通が始まった。1968年（昭和43年）、加藤は内山に送った手紙の中で、「幾夏も、あの砂丘をながめて暮らしたことを想い出します。したがって「月の沙漠」の幻想の中には、御宿の砂丘が潜在していたものに違いないものと思います」と書き記した。しばらくして内山は加藤に電話して、「『月の沙漠』が御宿の砂丘で生まれたことを記念するために、町で記念像を建てたい」と告げた。加藤は観光宣伝目的なら真っ平だと断ったが、内山は青少年の情操教育が目的だと主張して加藤を説き伏せた。記念像の除幕式は1969年（昭和44年）7月6日に行われた。
ラクダ像の制作は彫刻家の竹田京一が担当し、アラビア砂漠のベドウィンを取材した経験を持つ朝日新聞記者の本多勝一が監修した。完成当初は合成樹脂製だったが、1990年の「月の沙漠記念館」開館に合わせ、青銅製に作り直された。初代の像は、2001年に、御宿町の姉妹都市である長野県下高井郡野沢温泉村に寄贈されている。
なお、月の沙漠記念像詩碑には、「月の沙漠」が「御宿のこの砂丘で綴られた」という誤った記述がある。実際には東京で作詞されたものである。
一方で、この御宿町側の主張に藤枝市側は反発し、御宿町観光課と内山に質問状を出している。

## 現実の砂漠との差異
本多勝一は、この詩の内容が砂漠の旅の描写としては空想的であるとして、以下の点を指摘している。
- 遊牧民は水を運ぶのに水甕（みずがめ）ではなく皮袋を使う。まして、金属製の甕（かめ）では中の水が煮立ってしまう。
- 王子と姫が2人だけで旅をしていたら、たちまちベドウィンに略奪される。
- 砂漠で月が「朧にけぶる」のは、猛烈な砂嵐が静まりかけるときぐらいに限られる[31][32][26]。

その上で本多は、「『月の沙漠』の歌は、当時の日本人の心の奥底にあった夢を、美しく、具象的に表現したのである。だからこそ、この歌はいつまでも人気があるのだ。私たちは、現実の沙漠を知ったあとでも、やはり『月の沙漠』の歌に心がひかれるだろう」と評している。なお、この指摘については、加藤も「とんでもないことを書いてしまったわけなんだが、今からじゃあどうしようもない」と認めている。

## エピソード
- 初めて「月の沙漠」のレコードを吹き込んだ「柳井はるみ」は、後に松島詩子として歌謡界で活躍した。
- 作曲家の芥川也寸志は、映画『八甲田山』のテーマ音楽の作曲の際、この曲からモチーフを得た、と語っている[要出典]。
- 岐阜県多治見市に本店を構える金融機関、東濃信用金庫の一部店舗では、前身の「多治見信用金庫」時代を通じて平休日問わず21時（JST）になると店舗屋上の行名塔下に設置されたトランペットスピーカーからこの曲（インスト）を流していた時期があった。しかし、騒音問題や装置の老朽化も絡んで1980年代前半に廃止された。
- 月の沙漠記念館がある千葉県夷隅郡御宿町では毎日朝昼夕の3回、作詞者の加藤まさをの出身地である静岡県藤枝市では7月と8月の夕方、作曲者の佐々木すぐるの出身地である兵庫県高砂市では毎日（学校休業日を除く）午後2時30分に、それぞれ防災行政無線でこの音楽が流れる。
- ジャズトランペッターのリー・モーガンが、1965年録音のアルバム『ザ・ランプローラー』の中で「Desert Moonlight」として演奏しているが、作曲クレジットはモーガン本人となっている[34]。

- トランペッターのフレディー・ハバード&ウディ･ショウがアルバム「Double Take」(1985年) で録音[35]。

- ピアニストのケニー・ドリューのトリオがアルバム「Moonlit Desert」（1982年）で取り上げている[36]。

- 1991年12月1日放送の裸の大将放浪記[37]で、鳥取砂丘で絵を書いていた清が居眠りし、夢の中で王女と約束するシーンと、終盤で約束が守られたシーンとでBGMに本曲が使われている。舞台が鳥取砂丘であるのに本曲が使われているのは、鳥取砂丘のイメージが本曲に似ているためと思われる。